# Andrzej Bąkowski
Andrzej Franciszek Bąkowski (ur. 23 listopada 1927 w Mińsku Mazowieckim, zm. 30 sierpnia 2020 w Warszawie) – polski prawnik, adwokat, członek Trybunału Stanu (1991–1993, 1997–2001).

## Życiorys
Uczestnik Szarych Szeregów. Z wykształcenia prawnik, absolwent Uniwersytetu Warszawskiego. W 1955 uzyskał uprawnienia adwokata, po czym rozpoczął praktykę zawodową w Mińsku Mazowieckim. Od 1976 pracował w Warszawie. Jako publicysta i członek kolegium redakcyjnego związany również z czasopismem „Palestra”. W latach 1991–1993 i 1997–2001 był sędzią Trybunału Stanu (w 1997 wybrany z rekomendacji posłów AWS).
W 2009, za wybitne zasługi w kształtowaniu państwa prawa, a w szczególności za działalność na rzecz zachowania praworządności w czasach PRL, odznaczony Krzyżem Kawalerskim Orderu Odrodzenia Polski. W 2010 został uhonorowany Wielką Odznaką Adwokatura Zasłużonym.